# Bocana albipalpis
Bocana albipalpis är en fjärilsart som beskrevs av Arnold Pagenstecher 1884. Bocana albipalpis ingår i släktet Bocana och familjen nattflyn. Inga underarter finns listade i Catalogue of Life.